# Гимаев, Ирек Фаритович
Ирек Фаритович Гимаев (род. 2 сентября 1957, Суккулово, Башкирская АССР) — советский хоккеист. Заслуженный мастер спорта СССР (1982).

## Биография
Воспитанник СДЮСШОР уфимского спортклуба имени Салавата Юлаева (тренер М. М. Азаматов).
Играл на позициях защитника и нападающего в клубах «Салават Юлаев» (1976—1979), ЦСКА (1979—1987). В чемпионатах СССР — 356 матчей, 40 голов.
С 1987 по 1991 год играл за японский «Одзи Сейси», трёхкратный чемпион Японии. Затем сезон 1991/92 провел за словенский клуб «Олимпия» (Любляна).
Окончил Уфимский нефтяной институт.
В 2001—2002 годах — главный тренер ПХК ЦСКА. Затем работал тренером в школе ЦСКА.
С января 2006 года — заместитель министра здравоохранения в Правительстве Калининградской области.
В марте 2010 года назначен министром-руководителем (директором) Агентства по спорту Калининградской области. В сентябре 2010 ушёл в отставку по собственному желанию.
Член Правления и куратором конференции «Северо-Запад» Ночной хоккейной лиги.

## Семья
Старший брат хоккеистов Рашита и Рината Гимаевых.
Старший сын Марат заслуженный мастер спорта России, трёхкратный чемпион мира в паре с Алиной Басюк (закончили соревновательную карьеру в 2017 году). Младший сын Тимур играл в любительской лиге по футболу на первенство Северо-Западного округа Москвы.

## Достижения
- Чемпион мира 1979, 1982, 1983. Бронзовый призёр чемпионата мира 1985. В играх ЧМ — 26 матчей, 5 голов
- Чемпион Европы 1979, 1982, 1983, 1985
- Обладатель Кубка Канады 1981, участник розыгрыша Кубка Канады 1984. В турнирах Кубка Канады — 10 матчей, 1 гол
- Чемпион СССР 1980—1987
- Обладатель «Кубка Вызова» 1979
- Обладатель Кубка европейских чемпионов 1979—1986
- Награждён орденом «Знак Почёта» (18.05.1982) и медалью «За трудовое отличие» (07.07.1979)